# Championnat de France de futsal de deuxième division 2019-2020
Navigation
Saison 2018-2019 Saison 2020-2021
Le Championnat de France de futsal Division 2 2019-2020 est le championnat national de second niveau du futsal français.
Le championnat est constitué de deux groupes composés de dix équipes. À la fin de la saison, le premier de chaque groupe accède à la Division 1 alors que les deux derniers sont relégués en ligues régionales.
À la suite de la pandémie de Covid-19, la FFF a décidé d’arrêter le championnat à la 12e journée. L’instance a également indiqué que le classement final prenait en compte le classement des quotients entre le nombre de points obtenus et le nombre de matchs joués afin de neutraliser l’impact du nombre inégal de matchs disputés entre les équipes. Aucun titre de champion n'est décerné.

## Format de la compétition
Le championnat de Division 2 Futsal est composé de deux groupes dont chaque premier est promu en Division 1 pour la saison suivante. Le meilleur des deux, au ratio points par match, est sacré champion de D2.
Les clubs placés aux deux dernières places dans les deux poules sont directement reléguées dans leur plus haut niveau régional respectif.
Un barrage d'accession entre les champions régionaux déterminent les promus en D2 pour la saison suivante.

## Équipes participantes
Le Bastia Agglo Futsal redescend en D2 après quatre saisons en Division 1 tandis que le Beaucaire Futsal n'aura passé qu'une saison dans l’élite. Les quatre promus sont déterminés par la phase d’accession interrégionale qui regroupe seize clubs issus des treize ligues métropolitaines.
| \| Pessac Bagneux Laval Torcy Clichy Hérouville Lille Faches-T. Rennes Reims Villeneuve-d'Ascq Caluire Bastia Beaucaire Chavanoz Dijon Clénay Kingersheim Neuhof Pfastatt Plaisance Furiani \| Localisation des clubs engagés dans le championnat. |
| Pessac Bagneux Laval Torcy Clichy Hérouville Lille Faches-T. Rennes Reims Villeneuve-d'Ascq Caluire Bastia Beaucaire Chavanoz Dijon Clénay Kingersheim Neuhof Pfastatt Plaisance Furiani                                                           |

| Club                      | Localisation              | Classement 2018-2019      | Groupe | Depuis |
| ------------------------- | ------------------------- | ------------------------- | ------ | ------ |
| ÉU Torcy Futsal           | Torcy                     | 2e, groupe A              | A      | 2018   |
| Bagneux Futsal            | Bagneux                   | 3e, groupe A              | A      | 2016   |
| Hérouville Futsal         | Hérouville-Saint-Clair    | 4e, groupe A              | A      | 2016   |
| Étoile lavalloise         | Laval                     | 5e, groupe A              | A      | 2015   |
| Tour d'Auvergne de Rennes | Rennes                    | 6e, groupe A              | A      | 2018   |
| Lille Faches Football     | Lille et Faches-Thumesnil | 7e, groupe A              | A      | 2013   |
| Reims Métropole           | Reims                     | 8e, groupe A              | A      | 2017   |
| Pessac Châtaigneraie      | Pessac                    | 1er R1 Nouvelle-Aquitaine | A      | 2019   |
| Futsal Paulista           | Clichy                    | 2e R1 Paris ÎdF           | A      | 2019   |
| Villeneuve-d'Ascq Futsal  | Villeneuve-d'Ascq         | 2e R1 Hauts-de-France     | A      | 2019   |
| Beaucaire Futsal          | Beaucaire                 | 11e D1                    | B      | 2019   |
| Bastia Agglo Futsal       | Borgo                     | 12e D1                    | B      | 2019   |
| Kingersheim Futsal        | Kingersheim               | 2e, groupe B              | B      | 2016   |
| Pfastatt Futsal           | Pfastatt                  | 3e, groupe B              | B      | 2013   |
| Neuhof Futsal             | Strasbourg                | 4e, groupe B              | B      | 2017   |
| USJ Furiani               | Furiani                   | 6e, groupe B              | B      | 2017   |
| AS Martel Caluire         | Caluire-et-Cuire          | 7e, groupe B              | B      | 2017   |
| Plaisance All-Stars       | Plaisance-du-Touch        | 8e, groupe B              | B      | 2016   |
| Futsal Club Dijon Clénay  | Clénay                    | 9e, groupe B              | B      | 2015   |
| FC Chavanoz               | Chavanoz                  | 1er R1 LAuRA              | B      | 2019   |

## Compétition

### Classements
Groupe A
| Rang | Équipe                     | Pts  | J  | G  | N | P | Bp | Bc | Diff |
| ---- | -------------------------- | ---- | -- | -- | - | - | -- | -- | ---- |
| 1    | Hérouville Futsal          | 34   | 12 | 11 | 1 | 0 | 85 | 39 | +46  |
| 2    | Étoile lavalloise          | 26   | 12 | 8  | 2 | 2 | 55 | 37 | +18  |
| 3    | Pessac Châtaigneraie P     | 22   | 12 | 7  | 1 | 4 | 53 | 48 | +5   |
| 4    | Lille Faches Football      | 21-2 | 12 | 7  | 2 | 3 | 60 | 51 | +9   |
| 5    | ÉU Torcy Futsal            | 17   | 12 | 5  | 2 | 5 | 52 | 46 | +6   |
| 6    | Reims Métropole            | 10   | 12 | 3  | 1 | 8 | 48 | 64 | -16  |
| 7    | Futsal Paulista P          | 10   | 12 | 3  | 1 | 8 | 40 | 70 | -30  |
| 8    | Villeneuve-d'Ascq Futsal P | 10   | 12 | 2  | 4 | 6 | 50 | 64 | -14  |
| 9    | Bagneux Futsal             | 8-3  | 12 | 3  | 2 | 7 | 41 | 50 | -9   |
| 10   | TA Rennes                  | 8    | 12 | 2  | 2 | 8 | 35 | 50 | -15  |

Groupe B
| Rang | Équipe                | Pts | J  | G | N | P | Bp | Bc | Diff |
| ---- | --------------------- | --- | -- | - | - | - | -- | -- | ---- |
| 1    | FC Chavanoz P         | 26  | 12 | 8 | 2 | 2 | 55 | 41 | +14  |
| 2    | Kingersheim Futsal    | 26  | 12 | 8 | 2 | 2 | 57 | 45 | +12  |
| 3    | Beaucaire Futsal R    | 22  | 12 | 7 | 1 | 4 | 53 | 31 | +22  |
| 4    | Bastia Agglo Futsal R | 21  | 12 | 6 | 3 | 3 | 40 | 28 | +12  |
| 5    | Neuhof Futsal         | 18  | 12 | 5 | 3 | 4 | 55 | 46 | +9   |
| 6    | Martel Caluire Futsal | 16  | 12 | 5 | 1 | 6 | 40 | 35 | +5   |
| 7    | Pfastatt Futsal       | 15  | 12 | 5 | 0 | 7 | 40 | 54 | -14  |
| 8    | Plaisance All-Stars   | 13  | 12 | 4 | 1 | 7 | 42 | 57 | -15  |
| 9    | USJ Furiani           | 8   | 12 | 2 | 2 | 8 | 36 | 61 | -25  |
| 10   | FC Dijon Clénay       | 7   | 12 | 2 | 1 | 9 | 32 | 52 | -20  |

Promotions et relégations
- Accession en Division 1 2020-2021
- Relégation en Régional 1 2020-2021

Abréviations
- P : Promu de Régional 1 2018-2019

- R : Relégué de Division 1 2018-2019

### Résultats
Groupe A
| Résultats (dom.\ext.)                                      | Hér. | Lav. | Pes. | Fach. | Tor. | Rei. | Pau. | Vil. | Bagn. | Ren. |
| Hérouville Futsal                                          |      | 3-1  | 9-3  | 9-3   | 4-4  | -    | 13-1 | 8-3  | -     | 6-4  |
| Étoile lavalloise                                          | -    |      | 6-1  | 4-4   | -    | 4-1  | 5-2  | 7-5  | 6-4   | -    |
| Pessac Châtaigneraie P                                     | 3-4  | -    |      | 6-5   | 5-4  | -    | -    | -    | 4-1   | 4-0  |
| Lille Faches Football                                      | -    | 3-2  | 7-5  |       | -    | 12-5 | 6-3  | -    | 6-3   | 2-2  |
| ÉU Torcy Futsal                                            | -    | 3-5  | -    | 1-3   |      | 7-1  | 9-1  | 4-4  | -     | 3-1  |
| Reims Métropole                                            | 7-8  | -    | 2-5  | -     | 10-5 |      | 3-4  | 9-5  | 1-3   | 5-5  |
| Futsal Paulista P                                          | 6-11 | -    | 3-6  | -     | 3-5  | 2-3  |      | 3-3  | 5-3   | -    |
| Villeneuve-d'Ascq Futsal P                                 | -    | 6-6  | 4-8  | 4-5   | 1-3  | -    | -    |      | 7-4   | 4-3  |
| Bagneux Futsal                                             | 2-6  | 2-3  | 3-3  | -     | 8-4  | -    | -    | 4-4  |       | 4-1  |
| TA Rennes                                                  | 2-4  | 3-6  | -    | 7-4   | -    | 4-1  | 3-7  | -    | -     |      |
| - Victoire à domicile - Match nul - Victoire à l'extérieur |      |      |      |       |      |      |      |      |       |      |

Groupe B
| Résultats (dom.\ext.)                                      | Cha. | King. | Beau. | Bas. | Neu. | MC  | Pfa. | Plai. | Fur. | Clé. |
| FC Chavanoz P                                              |      | -     | 3-10  | -    | -    | 5-3 | 3-5  | 5-3   | 8-2  | 2-2  |
| Kingersheim Futsal                                         | 2-4  |       | 5-3   | -    | 5-4  | -   | 7-5  | 9-6   | 2-2  | 4-3  |
| Beaucaire Futsal R                                         | -    | 5-3   |       | 2-4  | 4-4  | 5-3 | -    | -     | 6-1  | 7-1  |
| Bastia Agglo Futsal R                                      | 4-4  | 4-4   | -     |      | 4-1  | 3-0 | 2-5  | -     | -    | 2-0  |
| Neuhof Futsal                                              | 2-5  | 3-5   | 2-1   | -    |      | -   | 7-4  | 8-2   | 7-7  | -    |
| Martel Caluire Futsal                                      | 2-3  | 2-4   | -     | 1-1  | 2-8  |     | 6-1  | -     | 4-1  | -    |
| Pfastatt Futsal                                            | 1-6  | -     | 0-5   | 4-3  | -    | -   |      | 1-3   | -    | 8-2  |
| Plaisance All-Stars                                        | -    | -     | 1-2   | 6-5  | 4-4  | 2-6 | 8-1  |       | 6-4  | 1-6  |
| USJ Furiani                                                | 5-7  | -     | 4-3   | 1-2  | -    | 1-7 | 2-5  | -     |      | 6-4  |
| FC Dijon Clénay                                            | -    | 4-7   | -     | 0-6  | 3-5  | 1-4 | -    | 6-0   | -    |      |
| - Victoire à domicile - Match nul - Victoire à l'extérieur |      |       |       |      |      |     |      |       |      |      |

### Récompenses individuelles
| # | Meilleur joueur                | Meilleur gardien                  |
| - | ------------------------------ | --------------------------------- |
| 1 | Samir Alla (Hérouville)        | Florian Baccarelli (Bastia)       |
| 2 | Khalid Amzil (Lille)           | Julien Royer (Torcy)              |
| 3 | Jeremy Mouillon (Dijon Clénay) | Emmanuel Giovinazzo (Kingersheim) |
| 4 | Nabil Echarif (Beaucaire)      | Eddy Franchet (Hérouville)        |
| 5 | Nabil Alla (Hérouville)        | Louis Marquet (Laval)             |

## Phase inter-régionale d'accession
La phase d’accession interrégionale n'ayant pu se dérouler à cause de la pandémie de Covid-19, les promus sont les champions des quatre ligues régionales ayant les meilleurs résultats statistiques en futsal : Paris Île-de-France, Hauts-de-France, Corse et Pays de la Loire.